# Miss Grand Tailandia 2019
Miss Grand Tailandia 2019 (en tailandés: มิสแกรนด์ไทยแลนด์ 2019; en inglés: Miss Grand Thailand 2019) fue la 7.ª edición del certamen Miss Grand Tailandia y se realizó el 13 de julio de 2019 en Centro Internacional de Comercio y Exposiciones de Bangkok. Setenta y siete candidatas de todas las provincias de Tailandia compitieron por el título nacional, obteniendo el derecho de representar al país en Miss Grand Internacional 2019. Al final del evento, Arayha Suparurk, Miss Grand Nakhon Phanom fue coronada Miss Grand Tailandia 2019 por Namoey Chanaphan, Miss Grand Tailandia 2018 y Clara Sosa, Miss Grand Internacional 2018 y fue a Miss Grand Internacional 2019 que se llevó a cabo en Caracas, Venezuela el 25 de octubre de 2019.
Las otras finalistas representaron al país en Miss Intercontinental, Miss Continentes Unidos y cualquier otro concurso de belleza internacional. La noche final y concurso de trajes nacionales fueron transmitidos en vivo y en directo por la cadena Channel 7, Bugaboo TV, la página oficial de Facebook y el canal de YouTube de Miss Grand Tailandia.

## Selección provincial
Cada año, cada provincia tiene una competencia preliminar para elegir su delegada para el concurso de belleza de Miss Grand Tailandia. En algunos proviacias (como Surin y Chiang Rai), certámenes locales se celebran también para elegir a las delegadas para la competencia provincial. La ganadora provincial tendrá el título de «Miss Grand (Provincia)» por todo el año de reinado.
La licencia de la organización de Miss Grand Tailandia dio licencias a los directores de los certámenes provincias, en la que algunos casos son responsables en más de un provincia. Uno de los mejores grupo de dirección de este año han sido organización de Miss Grand Phuket by Sr. Theerasak Phol-ngam, creado en 2016 , y organización de Miss Grand Surin (Surin y Buri Ram) by Sr. Amnat Senkhram, creado en 2018. A-SA Production es el que dirige más provincias, cuatro, a lo largo de la Región norte y nordeste.

## Resultados

### Colocaciones
| Posición          | Región          | Candidata                                                                                                |
| Ganadora          | Noreste         | - Nakhon Phanom – Arayha Suparurk                                                                        |
| Primera Finalista | Norte           | - Nan – Peerachada Khunrak                                                                               |
| Segunda Finalista | Wild Card       | - Chiang Mai – Naruemon Kampanƒ                                                                          |
| Tercera Finalista | Central         | - Trat – Maneerat Daengprasert                                                                           |
| Cuarta Finalista  | Sur             | - Phang Nga – Chompoonuch Puengpon                                                                       |
| TOP 10            | Sur             | - Surat Thani – Kasama Suetrong                                                                          |
| TOP 10            | Noreste         | - Ubon Ratchathani – Sirirat Na Ubon                                                                     |
| TOP 10            | Central         | - Rayong – Kanyalak Nookaew                                                                              |
| TOP 10            | Wild Card       | - Phuket – Tharina Botes‡                                                                                |
| TOP 10            | People's Choice | - Loei – Jiraporn Pumipat†                                                                               |
| TOP 21            | Sur             | - Chumphon – Chuthamart Meakseree - Songkhla – Ruchirada Sriphitak                                       |
| TOP 21            | Noreste         | - Roi Et – Kobkaew Sriradda - Nong Khai – Natnicha Bunyuen - Amnat Charoen – Parichart Buahem            |
| TOP 21            | Central         | - Chanthaburi – Warisara Pattanasoon - Chachoengsao – Rungtawan Nuntasirikun - Chainat – Suwimon Semapru |
| TOP 21            | Norte           | - Kamphaeng Phet – Mintra Suppathasewee - Chiang Rai – Siriporn Wanngern - Phayao – Penpitcha Narkdaeng  |

Note

ƒ   La Miss Grand Chiang Mai, Naruemon Kampan, pasó a la finalista del Top 10 por la selección de jueces y al Top 5 por Wild Card.

‡   La Miss Grand Phuket, Tharina Botes, pasó a la finalista del Top 21 por la selección de jueces y al Top 10 por Wild Card.

†   La Miss Grand Loei, Jiraporn Pumipat, pasó al Top 10 automáticamente debido a que ganó el Premio People's Choice.

### Premiaciones Especiales
| Título                  | Candidata                        |
| Miss Grand Rising Star  | Phang Nga – Chompoonuch Puengpon |
| Miss Fotogenica         | Nakhon Phanom – Arayha Suparurk  |
| Miss Hermosa Sonrisa    | Chiang Mai – Naruemon Kampan     |
| Miss Hermosa Axila      | Nakhon Phanom – Arayha Suparurk  |
| Miss Cara Hermoso       | Nan – Peerachada Khunrak         |
| Miss Simpatía           | Phuket – Tharina Botes           |
| Cariño de la Hostia     | Nan – Peerachada Khunrak         |
| Mejor en Traje de Baño  | Trat – Maneerat Daengprasert     |
| Mejor Introduccion      | Songkhla – Ruchirada Sriphitak   |
| Mejor Traje Nacional    | Bangkok – Nutsuda Termchai       |
| People's Choice         | Loei – Jiraporn Pumipat          |
| M Pictures Nueva Actriz | Phayao – Penpitcha Narkdaeng     |
| Saisamorn Embajador     | Chiang Mai – Naruemon Kampan     |
| Global Beauties' choice | Nan – Peerachada Khunrak         |

#### Mejor Traje Nacional
| Posición             | Candidata |
| Mejor Traje Nacional | - Bangkok – Nutsuda Termchai |
| Primera Finalista    | - Kanchanaburi – Marieclaude Guanziroli - Nakhon Si Thammarat – Wipapron Champarueang - Nakhon Ratchasima – Kamolchanok Lonuch - Ratchaburi – Pattarapron Laipreeda |
| Top 20               | - Kamphaeng Phet – Mintra Suppathasewee - Chachoengsao – Rungtawan Nuntasirikun - Chiang Mai – Naruemon Kampan - Nan – Peerachada Khunrak - Buri Ram – Rosarin Pitplern - Pathum Thani – Hathaitip Leaung A-ram - Phra Nakhon Si Ayutthaya – Nawapron Rakbamrung - Phayao – Penpitcha Narkdaeng - Phetchaburi – Thiptanya Meesiri - Phuket – Tharina Botes - Lamphun – Sukanya Khumpream - Samut Prakan – Sudarat Krueakhamwang - Sa Kaeo – Chadaporn Chaiyasorn - Surin – Monthita Trakoonsa-nganet - Ubon Ratchathani – Sirirat Na Ubon |

#### Cariño de la Hostia
La competencia de Cariño de la Hostia se llevó a cabo la noche del 6 de julio de 2019 en la sala de reuniones de la Universidad Yala Rajabhat, Provincia de Yala. El ganador de este evento obtuvo un premio en efectivo de 50000 baht como recompensa. De los 77 candidatos, solo tres candidatos de cada región fueron seleccionados por el panel de jueces, y luego solo un candidato de cada zona pasó a través de la sección de control de calidad y realizó un corte a la ronda final.
| Posición            | Región  | Candidata                                                           |
| Cariño de la Hostia | Norte   | - Nan – Peerachada Khunrak                                          |
| Primera Finalista   | Central | - Chainat – Suwimon Semapru                                         |
| Segunda Finalista   | Noreste | - Nakhon Phanom – Arayha Suparurk                                   |
| Tercera Finalista   | Sur     | - Songkhla – Ruchirada Sriphitak                                    |
| TOP 12              | Sur     | - Phang Nga – Chompoonuch Puengpon - Phuket – Tharina Botes         |
| TOP 12              | Noreste | - Maha Sarakham – Arisa Reker - Ubon Ratchathani – Sirirat Na Ubon  |
| TOP 12              | Central | - Chachoengsao – Rungtawan Nuntasirikun - Rayong – Ganyalag Nookaew |
| TOP 12              | Norte   | - Chiang Mai – Naruemon Kampan - Phayao – Penpitcha Narkdaeng       |

#### Miss Grand Rising Star
La ganadora de Miss Grand Rising Star fue elegida por el panel de jueces de la televisión CH7 y tiene que firmar el contrato con el canal para trabajar en Entretenimiento archivado por 3 años y recibió un premio en efectivo por valor de 300000 baht.
| Posición               | Candidata |
| Miss Grand Rising Star | - Phang Nga – Chompoonuch Puengpon |
| Top 5                  | - Chiang Mai – Naruemon Kampan - Phetchaburi – Thiptanya Meesiri - Samut Sakhon – Nuntawan Pongpitak - Surat Thani – Kasama Suetrong |
| Top 15                 | - Krabi – Orawan Chaiyasorn - Chiang Rai – Siriporn Wanngern - Trang – Sumitra Noenphrom - Trat – Maneerat Daengprasert - Nakhon Phanom – Arayha Suparurk - Phra Nakhon Si Ayutthaya – Nawapron Rakbamrung - Phayao – Penpitcha Narkdaeng - Phuket – Tharina Botes - Mukdahan – Natnicha Pisarnpongchana - Lopburi – Natthida Puangkasem |

##### Jurados
En esta competencia, los jueces, o también llamados Comité de Selección, pertenecían al campo de entretenimiento de la televisión CH7, que incluía:
- Nisarat Nuntasiri, Gerente de Promoción de Producción Teatral y Dirección de Intérpretes.
- Pimnara Khemanuvongsuk, Asistente del Jefe de Control de Producción, Departamento de Producción de Drama.
- Veraparb Suparbpaiboon, productor cinematográfico.
- Panita Thammawattana, Productora cinematográfico.
- Krittarit Butprom, actor.
- Kantapong Bamrungrak, actor.

#### Mejor en Traje de Baño
La competencia de Best in Swimsuit se llevó a cabo en Smila Beach, provincia de Songkhla. El Top5 de la carrera se anunció en la competencia preliminar el 12 de julio, y el ganador se anunció más tarde en la noche de la coronación. El ganador de este título recibió un premio en efectivo de 50000 baht como recompensa.
| Posición               | Candidata |
| Mejor en Traje de Baño | - Trat – Maneerat Daengprasert                                                                                               |
| Top 5                  | - Chiang Mai – Naruemon Kampan - Nakhon Phanom – Arayha Suparurk - Rayong – Ganyalag Nookaew - Surat Thani – Kasama Suetrong |

#### Miss Fotogenica
El punto para Miss Photogenic se calculó a partir del voto público a través de Facebook, Twitter e Instagram, en la proporción del 50%. Otro 50% fue evaluado por medios de comunicación.
| Posición        | Candidata |
| Miss Fotogenica | - Nakhon Phanom – Arayha Suparurk |
| Top 10          | - Chiang Rai – Siriporn Wanngern - Chiang Mai – Naruemon Kampan - Phang Nga – Chompoonuch Puengpon - Phatthalung – Siraprapa Sangthong - Loei – Jiraporn Pumipat - Lopburi – Natthida Puangkasem - Sisaket – Sireethorn Sa-chan - Surat Thani – Kasama Suetrong - Ubon Ratchathani – Sirirat Na Ubon - Amnat Charoen – Parichart Buahem |

#### M Pictures Nueva Actriz
El hotel Novotel Suvarnabhumi Airport fue la sede de este evento. El ganador recibirá BHT 100000 premios en efectivo y tendrá que firmar el contrato para trabajar como actriz principal en una nueva película de M Pictures, que es una productora de cine en Tailandia.
| Posición                | Candidata |
| M Pictures Nueva Actriz | - Phayao – Penpitcha Narkdaeng |
| Top 6                   | - Chiang Mai – Naruemon Kampan - Nakhon Phanom – Arayha Suparurk - Phetchaburi – Thiptanya Meesiri - Mukdahan – Natnicha Pisarnpongchana - Samut Sakhon – Nuntawan Pongpitak |

##### Jurados
El panel de jueces de este evento fue el siguiente:
- Piyalak Mahāthanasap, Productora cinematográfico de M Pictures.
- Samart Thongkhaw, director general de Big Love Music Company Limited.
- Boripan Chaiyaphum, director general de Seven Stars Studio Company Limited.
- Supaporn Malisorn, Miss Grand Tailandia 2016, actriz y directora general de la organización Miss Grand Tailandia.

#### Saisamorn Embajador
Este desafío tiene como objetivo seleccionar el candidato adecuado para ser el embajador del producto bajo la marca "Saisamorn". El ganador recibirá un premio en efectivo de 100000 baht y tiene que firmar un contrato y trabajar como embajador de la marca para promover el producto Saisamorn en China durante el período de 1 año.
Todos los Top10 de este desafío recibirán un premio en efectivo de 10000 Baht. Nawat Itsaragrisil, el presidente de Organización Miss Grand Tailandia y Supaporn Malisorn, Miss Grand Tailandia 2016 y directora general de la organización, fueron los jueces de este casting.
| Posición            | Candidata |
| Saisamorn Embajador | - Chiang Mai – Naruemon Kampan |
| Top 10              | - Bangkok – Nutsuda Termchai - Trang – Sumitra Noenphrom - Nakhon Phanom – Arayha Suparurk - Nakhon Si Thammarat – Wipapron Champarueang - Nan – Peerachada Khunrak - Phang Nga – Chompoonuch Puengpon - Phuket – Tharina Botes - Ranong – Nutthida Puengnum - Nongbua Lamphu – Mathuros Romlamduan |

### Otros premios
Estos son los premios especiales otorgados al equipo de apoyo del candidato que cumplió con los criterios de la organización.
| Título                           | Ganador(a)                                   | Primera Finalista |
| Mejores Director(a) Provinciales | - Chiang Mai – Supasit Wannarat              | - Bangkok – Anyarin Terathananpat - Chiang Rai – Sarunpat Srisawat - Nan – Sakul Limpapanon - Phuket – Teerasak Phonngarm - Rayong – Weerayut Anujitanan |
| Mejor Diseñador                  | - Nan – Wattichai Kaewla (UNKUNIYA Boutique) | - Rayong – Pipatpong Atikom (Atikom Boutique) - Amnat Charoen – Weerapong Kongtong (Siwalai Rahothan Boutique)                                           |

## Áreas de competencia
Los 77 participantes llegarán al Novotel Suvarnabhumi Airport Hotel, Bangkok el 22 de junio de 2019 y la conferencia de prensa de la ceremonia de bienvenida se llevará a cabo allí el día siguiente. La competencia por Miss Grand Rising Star se llevará a cabo el 25 de junio de 2019 en el mismo lugar.
El 29 de junio, todos los participantes viajarán a las 5 provincias más al sur de Tailandia y Cariño de la Hostia, la competencia Best in the Swimsuit se llevará a cabo allí el 6 y 7 de junio, respectivamente.
Después de regresar a Bangkok, el concurso de Mejor Trajes Nacionales, el espectáculo preliminar y la coronación final se celebrarán en el Centro Internacional de Comercio y Exposiciones de Bangkok los días 10, 11 y 13 de junio, respectivamente.

### Actividades Preliminares

#### Top 5 on Arrival
Siete días antes del inicio del confinamiento del concurso de este año, la organización del certamen a través de su página oficial en Facebook, Instagram y Twitter, lanzó el desafío Vote for Top 5 on Arrival. La intención fue hacer a los aficionados y personas que acompañan a las candidatas y el concurso, estimular la divulgación del mismo y declarar a sus favoritos antes de su llegada a Bangkok. Los cinco competidoras con las mayores puntuaciones recibieran privilegios, entre los cuales: un encuentro en una cena especial con el presidente de la organización, señor Nawat Itsaragrisil, el 23 de junio.
| Posición | Candidata |
| Top 5    | - Chachoengsao – Rungtawan Nuntasirikun - Chumphon – Chuthamart Meakseree - Phang Nga – Chompoonuch Puengpon - Phuket – Tharina Botes - Rayong – Ganyalag Nookaew |

#### Top 10 Exclusive Swimsuit Photoshoot
| Posición | Candidata |
| Top 10   | - Kamphaeng Phet – Mintra Suppathasewee - Chachoengsao – Rungtawan Nuntasirikun - Chumphon – Chuthamart Meakseree - Nan – Peerachada Khunrak - Prachuap Khiri Khan – Maneerat Pichairat - Phang Nga – Chompoonuch Puengpon - Phuket – Tharina Botes - Ranong – Nutthida Puengnum - Rayong – Ganyalag Nookaew - Surat Thani – Kasama Suetrong |

#### TOP 12 Live Talk with President and New Manager
| Posición | Región  | Candidata                                                                                                 |
| TOP 12   | Sur     | - Chumphon – Chuthamart Meakseree - Phuket – Tharina Botes - Surat Thani – Kasama Suetrong                |
| TOP 12   | Noreste | - Nakhon Phanom – Arayha Suparurk - Roi Et – Kobkaew Sriradda - Ubon Ratchathani – Sirirat Na Ubon        |
| TOP 12   | Central | - Chachoengsao – Rungtawan Nuntasirikun - Rayong – Ganyalag Nookaew - Samut Songkhram – Kanyaweer Nookaew |
| TOP 12   | Norte   | - Kamphaeng Phet – Mintra Suppathasewee - Chiang Rai – Siriporn Wanngern - Nan – Peerachada Khunrak       |

#### Concurso para el Mejor Traje Nacional
La competencia por el premio al Mejor Traje Nacional se llevará a cabo unos días antes de la Noche de Coronación en Hala 100, Centro Internacional de Comercio y Exposiciones de Bangkok. Cada participante llevará su propio traje provincial ante el panel de jueces. El ganador y el subcampeón de la competencia se anunciarán en la final de Miss Grand Thailand 2019 y todos los trajes anunciados serán seleccionados para representar al país en los concursos internacionales de belleza.
- Ganadora:  Bangkok – Nutsuda Termchai

### Final
La noche final y concurso nacional de disfraces será emitida en vivo y en directo por la cadena Channel 7 y Bugaboo TV. El grupo de 20 cuartofinalistas se dio a conocer durante la competencia final. los cupos fueron distribuidos por regiones, los países seleccionados fueron elegidos por el panel de jurados y la Organización Miss Grand Tailandia, de manera que Región del norte, sur, noreste y la conglomeración región central/ oriental/ occidental tuvieron 5 finalistas cada uno.
La ganadora de Miss Grand Thailand 2019 obtendrá el precio de 1 millón de baht en efectivo, 1 All New MG3 Autocar, 1 Casa de pueblo en Bangkok, 1 millón de baht de cobertura de seguro de Muang Thai Life Assurance, 1 millón de baht de beca de la Universidad de Bangkok Thonburi para maestría y doctorado Grado, y muchos regalos-vales y efectivo de los patrocinadores.

## Candidatas
Hay 77 finalistas que compiten por Miss Grand Tailandia 2019, la cual fueron elegidas por concursos provinciales:
| Provincia                | Candidata                   | E  | A    | Ciudad Natal          | R            |
| Región del Sur           |                             |    |      |                       |              |
| Chumphon                 | Chuthamart Meakseree        | 24 | 1.71 | Rayong                |              |
| Kanchanaburi             | Marieclaude Guanziroli      | 21 | 1.74 | Nakhon Si Thammarat   | [ 17 ]       |
| Krabi                    | Orawan Chaiyasorn           | 26 | 1.67 | Krabi                 |              |
| Nakhon Si Thammarat      | Wipapron Champarueang       | 23 | 1.76 | Sisaket               |              |
| Narathiwat               | Nattapat A-mornsin          | 21 | 1.79 | Pathum Thani          |              |
| Pattani                  | Nittaya Aeam-aksorn         | 26 | 1.73 | Trang                 |              |
| Phang Nga                | Chompoonuch Puengpon        | 21 | 1.69 | Phang Nga             |              |
| Phatthalung              | Siraprapa Sangthong         | 25 | 1.70 | Surat Thani           |              |
| Phetchaburi              | Thiptanya Meesiri           | 21 | 1.72 | Bangkok               | [ 18 ]       |
| Phuket                   | Tharina Botes               | 22 | 1.79 | Roodepoort, Sudáfrica | [ 19 ]       |
| Prachuap Khiri Khan      | Maneerat Pichairat          | 22 | 1.74 | Trang                 |              |
| Ranong                   | Nutthida Puengnum           | 24 | 1.70 | Bangkok               |              |
| Ratchaburi               | Pattarapron Laipreeda       | 25 | 1.70 | Ratchaburi            |              |
| Satun                    | Rosnamee Changwang          | 26 | 1.75 | Satun                 |              |
| Songkhla                 | Ruchirada Sriphitak         | 21 | 1.78 | Bangkok               | [ 20 ]       |
| Surat Thani              | Kasama Suetrong             | 22 | 1.74 | Prachuap Khiri Khan   | [ 21 ]       |
| Trang                    | Sumitra Noenphrom           | 26 | 1.73 | Bangkok               |              |
| Yala                     | Ruttiya Somwang             | 20 | 1.70 | Narathiwat            |              |
| Región Noreste           |                             |    |      |                       |              |
| Amnat Charoen            | Parichart Buahem            | 25 | 1.68 | Bangkok               |              |
| Bueng Kan                | Anussara Panya              | 23 | 1.70 | Bangkok               |              |
| Buri Ram                 | Rosarin Pitplern            | 21 | 1.75 | Surin                 |              |
| Chaiyaphum               | Sudawan Kamdee              | 25 | 1.75 | Bangkok               |              |
| Kalasin                  | Natthaya Pairin             | 20 | 1.70 | Bangkok               |              |
| Khon Kaen                | Sirinart Sum-Im             | 23 | 1.72 | Khon Kaen             |              |
| Loei                     | Jiraporn Pumipat            | 21 | 1.73 | Loei                  |              |
| Maha Sarakham            | Arisa Reker                 | 20 | 1.71 | Khon Kaen             |              |
| Mukdahan                 | Natnicha Pisarnpongchana    | 26 | 1.70 | Bangkok               |              |
| Nakhon Phanom            | Arayha Suparurk             | 25 | 1.75 | Bangkok               | [ 22 ]       |
| Nakhon Ratchasima        | Kamolchanok Lonuch          | 27 | 1.67 | Nakhon Ratchasima     | [ 3 ] [ 23 ] |
| Nongbua Lamphu           | Mathuros Romlamduan         | 19 | 1.70 | Udon Thani            |              |
| Nong Khai                | Natnicha Bunyuen            | 22 | 1.71 | Sakon Nakhon          |              |
| Roi Et                   | Kobkaew Sriradda            | 26 | 1.71 | Roi Et                |              |
| Sakon Nakhon             | Kanokpron Makkaponsombat    | 23 | 1.70 | Bangkok               |              |
| Sisaket                  | Sireethorn Sa-chan          | 20 | 1.72 | Roi Et                |              |
| Surin                    | Monthita Trakoonsa-nganet   | 24 | 1.68 | Surin                 |              |
| Ubon Ratchathani         | Sirirat Na Ubon             | 22 | 1.70 | Ubon Ratchathani      |              |
| Udon Thani               | Kamolwan Lao-In             | 23 | 1.73 | Nongbua Lamphu        |              |
| Yasothon                 | Preepada Chimrareng         | 26 | 1.78 | Nakhon Ratchasima     |              |
| Región Central           |                             |    |      |                       |              |
| Ang Thong                | Thanyaphaksinee Seesuwan    | 22 | 1.67 | Bangkok               |              |
| Phra Nakhon Si Ayutthaya | Nawapron Rakbamrung         | 25 | 1.70 | Surat Thani           |              |
| Bangkok                  | Nutsuda Termchai            | 20 | 1.72 | Nakhon Ratchasima     | [ 24 ]       |
| Chachoengsao             | Rungtawan Nuntasirikun      | 20 | 1.72 | Chon Buri             | [ 25 ]       |
| Chainat                  | Suwimon Semapru             | 26 | 1.71 | Bangkok               |              |
| Chanthaburi              | Warisara Pattanasoon        | 21 | 1.72 | Bangkok               | [ 26 ]       |
| Chon Buri                | Wachiraya Auamnoi           | 19 | 1.70 | Chon Buri             |              |
| Lopburi                  | Natthida Puangkasem         | 25 | 1.68 | Lopburi               | [ 27 ]       |
| Nakhon Nayok             | Banthita Kaewmeuan          | 26 | 1.71 | Chachoengsao          |              |
| Nakhon Pathom            | Manassara Kraiha            | 26 | 1.71 | Suphanburi            |              |
| Nonthaburi               | Sirikan Saengsrichan        | 23 | 1.67 | Nakhon Nayok          |              |
| Pathum Thani             | Hathaitip Leaung A-ram      | 25 | 1.75 | Bangkok               |              |
| Prachinburi              | Patcharida Ngornking        | 22 | 1.83 | Nakhon Ratchasima     | [ 28 ]       |
| Rayong                   | Ganyalag Nookaew            | 19 | 1.78 | Pathum Thani          | [ 29 ]       |
| Sa Kaeo                  | Chadaporn Chaiyasorn        | 24 | 1.69 | Bangkok               |              |
| Samut Prakan             | Sudarat Krueakhamwang       | 23 | 1.73 | Bangkok               |              |
| Samut Sakhon             | Nuntawan Pongpitak          | 22 | 1.72 | Bangkok               |              |
| Samut Songkhram          | Kanyaweer Nookaew           | 19 | 1.73 | Pathum Thani          |              |
| Saraburi                 | Krittaporn Tipsuk           | 21 | 1.75 | Ratchaburi            | [ 5 ]        |
| Sing Buri                | Pornpawee Saesue            | 25 | 1.79 | Roi Et                |              |
| Suphanburi               | Olivia Maneeroj             | 22 | 1.70 | Bangkok               |              |
| Trat                     | Maneerat Daengprasert       | 25 | 1.70 | Bangkok               |              |
| Region del Norte         |                             |    |      |                       |              |
| Chiang Mai               | Naruemon Kampan             | 21 | 1.74 | Sa Kaeo               | [ 30 ]       |
| Chiang Rai               | Siriporn Wanngern           | 21 | 1.75 | Chiang Rai            |              |
| Kamphaeng Phet           | Mintra Suppathasewee        | 21 | 1.74 | Nakhon Sawan          | [ 31 ]       |
| Lampang                  | Tharinee Mansuwan           | 24 | 1.72 | Chiang Mai            |              |
| Lamphun                  | Sukanya Khumpream           | 26 | 1.70 | Bangkok               |              |
| Mae Hong Son             | Kanyapatr Pongsupa          | 27 | 1,66 | Mae Hong Son          | [ 32 ]       |
| Nakhon Sawan             | Praw-rawee Kittiworaprasart | 22 | 1.73 | Songkhla              |              |
| Nan                      | Peerachada Khunrak          | 24 | 1.71 | Songkhla              | [ 33 ]       |
| Phayao                   | Penpitcha Narkdaeng         | 20 | 1.68 | Bangkok               |              |
| Phetchabun               | Saowalak Uppakot            | 24 | 1.69 | Udon Thani            |              |
| Phichit                  | Napatsakorn Modchang        | 21 | 1.72 | Phichit               | [ 34 ]       |
| Phitsanulok              | Areeya Noisupab             | 22 | 1.70 | Phitsanulok           |              |
| Phrae                    | Siriwan Kongkasuriyachay    | 22 | 1.75 | Chumphon              |              |
| Sukhothai                | Natchawathida Ta-duang      | 23 | 1.70 | Phitsanulok           |              |
| Tak                      | Wannapa Chatkratok          | 22 | 1.74 | Bangkok               |              |
| Uthai Thani              | Petcharat Chaopa            | 23 | 1.78 | Yasothon              |              |
| Uttaradit                | Sarene Thipvieng            | 25 | 1.69 | Bangkok               |              |

### Nota

#### Reemplazos
1. ↑  Nonthaburi – Piraya Srimook no puede cumplir su título y Sirikan Saengsrichan, squien fue segunda finalista, asumió el título de Miss Grand Nonthaburi 2019

#### Renunció
1. ↑  Satun – Rosnamee Changwang no se unió a la competencia debido a la falta de preparación del director provincial. Ella renunció al título justo un día antes del calendario del certamen.